# Arthur William à Beckett

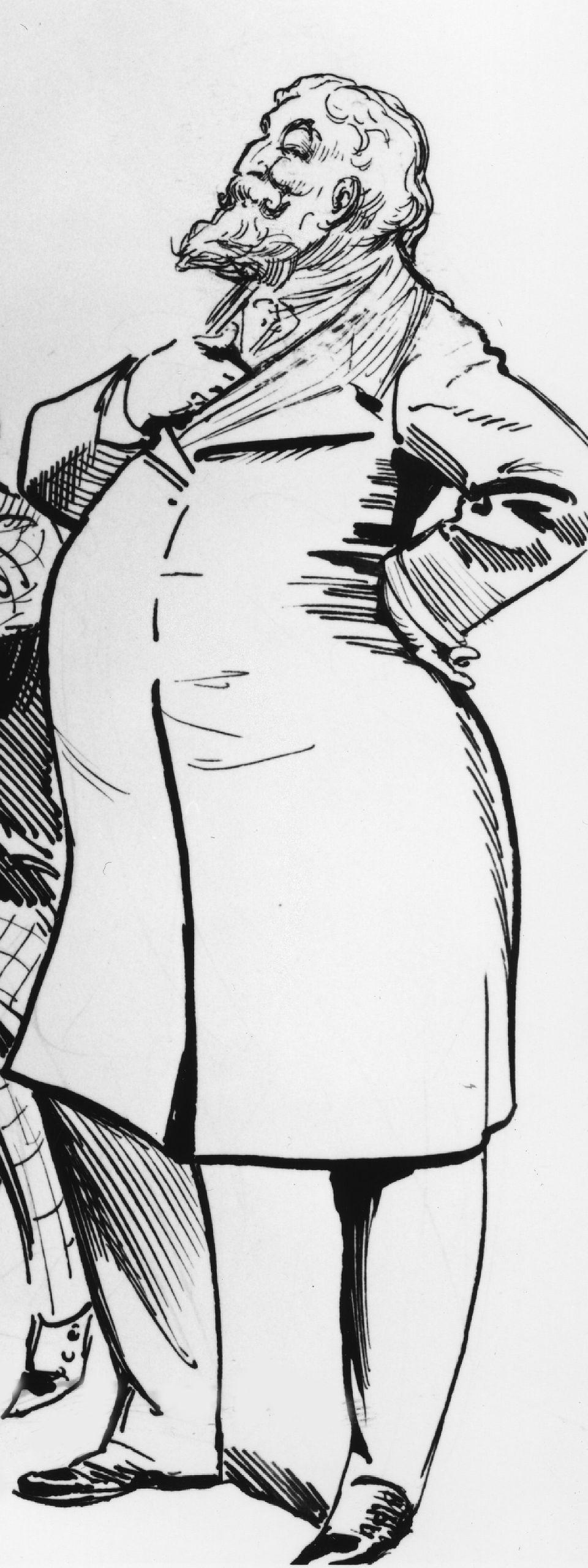
Caricatura de Arthur William à Beckett por Harry Furniss.

Arthur William à Beckett (Fulham, 25 de octubre de 1844 - Londres, 14 de enero de 1909) fue un periodista y hombre de letras británico.
Era el hijo menor de Gilbert Abbott à Beckett, y hermano de Gilbert Arthur à Beckett. Estudió en la Escuela Felsted. Además de cumplir con otros compromisos periodísticos, Beckett estuvo en la dirección de la revista Punch de 1874 a 1902, fue editor del Sunday Times 1891-1895, y en el Naval and Military Magazine en 1896.
Un amigo de la infancia (y pariente lejano), fue W. S. Gilbert, con el que mantuvo desavenencias en 1869, si bien recuperaron la amistad, y Gilbert, más tarde, incluso colaboró en proyectos con el hermano de Beckett.

## Obras
Entre las comedias que publicó, destacan:
- Comic Guide to the Royal Academy, junto a su hermano Gilbert (1863-64)
- Fallen Amongst Thieves (1869)
- Our Holiday in the Highlands (1874)
- The Shadow Witness and The Doom of Saint Quirec, con Francis Burnand (1875-76)
- The Ghost of Grimstone Grange (1877)
- The Mystery of Mostyn Manor (1878)
- Traded Out; Hard Luck; Stone Broke; Papers from Pump Handle Court, by a Briefless Barrister (1884)
- Modern Arabian Nights (1885)
- The Member for Wrottenborough (1895)
- Greenroom Recollections (1896)
- The Modern Adam (1899)
- London at the End of the Century (1900)